# Popovići (Konavle)
Popovići je naselje smješteno na samom jugu Hrvatske u općini Konavle. Konavoske stijene ispod sela Popovići su visoke i do 300m, u prosjeku 100 - 200m. Egzotična skrovita plaža Pasjača nalazi se nedaleko Popovića i do nje vode pristupna cesta i uzak put uklesan u stijene.

## Stanovništvo
U Popovićima prema popisu stanovnika iz 2011. godine obitava 236 stanovnika.
| broj stanovnika | 317   | 323   | 317   | 331   | 363   | 334   | 348   | 342   | 326   | 309   | 297   | 325   | 294   | 296   | 249   | 236   | 221   |
|                 | 1857. | 1869. | 1880. | 1890. | 1900. | 1910. | 1921. | 1931. | 1948. | 1953. | 1961. | 1971. | 1981. | 1991. | 2001. | 2011. | 2021. |

## Znamenitosti
- Konavoske klisure

## Šport
- NK Enkel, nogometni klub